# José Holebas
José Lloyd Holebas (Græsk: Χοσέ Λόυντ Χολέμπας, født 27. juni 1984 i Aschaffenburg, Vesttyskland) er en tyskfødt græsk fodboldspiller (venstre back/kant). Han spiller for Watford i den engelske liga. Han har tidligere spillet for blandet andet 1860 München og Olympiakos.
Holebas står (pr. marts 2018) noteret for 38 kampe og én scoring for Grækenlands landshold, som han debuterede for 11. november 2011 i en venskabskamp på hjemmebane mod Rusland. Han repræsenterede sit land ved både EM i 2012 og VM i 2014.